# DEFA

Het logo van DEFA

De Deutsche Film AG, bekend als DEFA was een Oost-Duitse filmproductiemaatschappij, gevestigd in Potsdam-Babelsberg. De DEFA werd op 17 mei 1946 opgericht in de Sovjet-bezettingszone van Duitsland om 
in Duitsland de democratie te herstellen, de Duitse hoofden van het fascisme te bevrijden en ook tot socialistische burgers op te voeden. Door de DEFA zijn 700 films, 750 animatiefilms en 2250 documentaires geproduceerd.

## Filmografie
De meest bekende films van DEFA zijn:
- 1946: Die Mörder sind unter uns, de eerste naoorlogse film in Duitsland
- 1947: Ehe im Schatten
- 1949: Die Buntkarierten
- 1949: Rotation
- 1951: Der Untertan, naar het boek van Heinrich Mann
- 1957: Berlin – Ecke Schönhauser…
- 1958: Sterne
- 1963: Nackt unter Wölfen, naar het boek van Bruno Apitz
- 1964: Der geteilte Himmel, naar het boek van Christa Wolf
- 1965: Das Kaninchen bin ich, dat door de DDR-autoriteiten werd verboden en pas in 1990 werd vertoond
- 1966: Spur der Steine, eveneens verboden, naar een boek van Erik Neutsch
- 1968: Ich war neunzehn
- 1973: Die Legende von Paul und Paula, naar een boek van Ulrich Plenzdorf
- 1974: Jakob der Lügner, naar een boek van Jurek Becker, als enige DDR-film genomineerd voor een Oscar
- 1980: Solo Sunny
- 1980: Lebensläufe (De kinderen van Golzow)